# الكشافة والمرشدات في لبنان

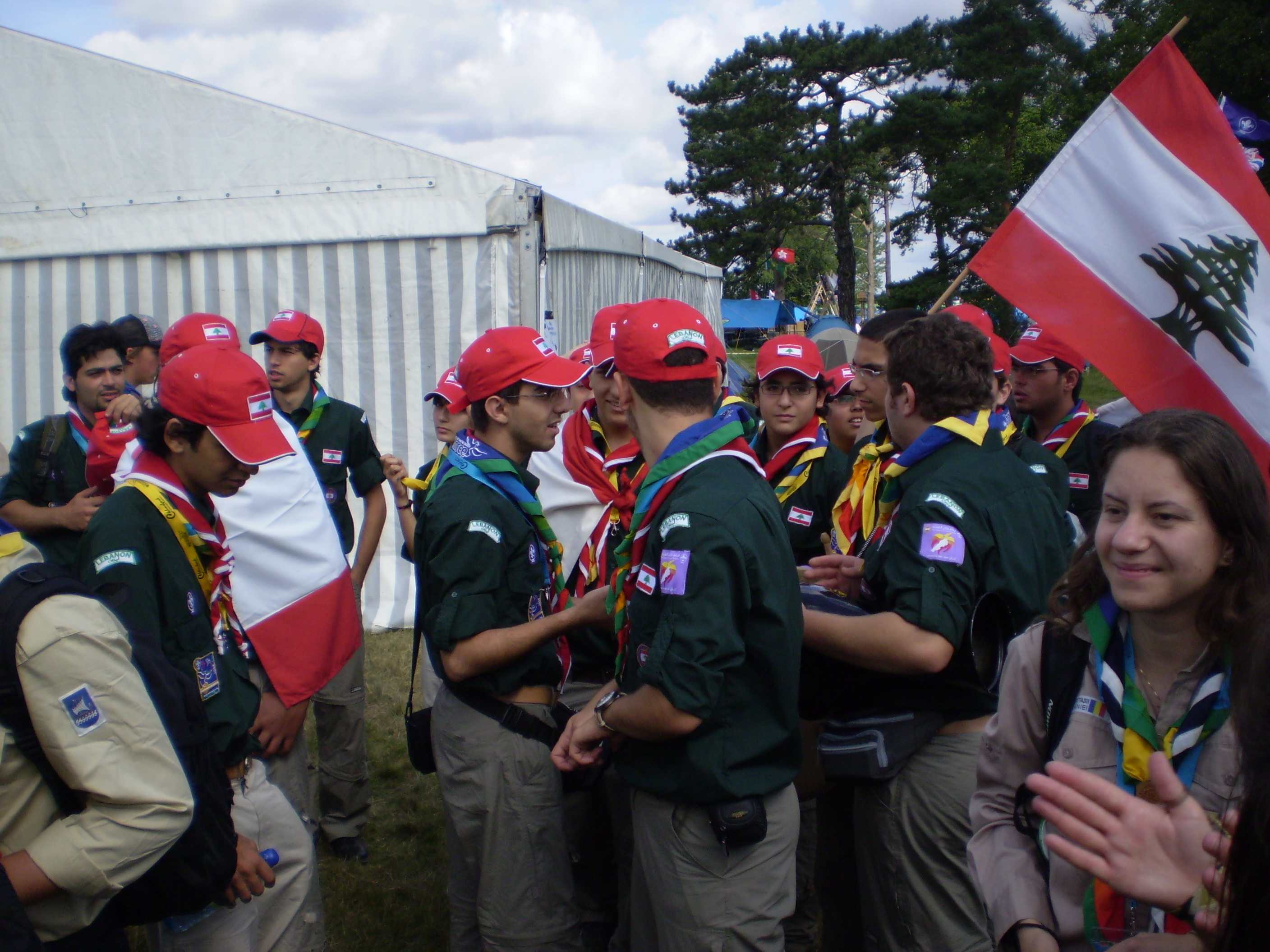

الكشافة والمرشدات في لبنان - للحركة الكشفية والارشادية في لبنان تاريخ طويل ربما يعود بجذوره إلى أوئل العشرينات من القرن الماضي. وعلى الأراضي اللبنانية توجد العديد من جمعيات الكشافة وجمعيات المرشدات، وتستمد هذه الجمعيات أنظمتها وتعاليمها من المبادئ الكشفية العالمية والقرارات والتوصيات الصادرة عن الهيئات الكشفية الدولية والعربية والقوانين والأنظمة المرعية في لبنان، ما لم تتعارض مع القوانين اللبنانية المرعية الإجراء. وتمارس جمعيات الكشافة أنشطتها في الأوساط التالية: أوساط الذكور، أوساط الإناث، أوساط الذكور والإناث معاً. وهي جمعيات مرخصة من قبل وزارة الشباب والرياضة.

## تاريخ الحركة الكشفية في لبنان.

في عام 1912م أنشأ الشيخ توفيق الهبري ببيروت أول فرقة كشفية عرفها الوطن العربي تحت اسم "الكشاف العثماني"، وفي 1920 بعد أن وضعت الحرب العالمية الأولي أوزارها تكونت نواة "الكشاف السوري" وهو الاسم البديل للكشاف العثماني علي اعتبار أن سوريا ولبنان في ذلك الوقت كانتا تشكلان بلداً واحداً هو "سوريا" واتخذت مقراً لها "جمعية المقاصد الخيرية الإسلامية في بيروت، وفي 1921 تأسست جمعية الكشاف المسلم في لبنان، وعمت الحركة الكشفية المدن اللبنانية، وفي 1924 اعترف المكتب العالمي بالحركة الكشفية في لبنان، وفي 1926م تأسس اتخاد الكشافة في سوريا ولبنان، وكان يضم كل من : جمعية الكشاف المسلم في لبنان،كشافة المدرسة الأهلية، كشافة الجامعة الأمريكية، الكشاف الاسرائيلي في بيروت.في 1928م انفصلت الكشافة السورية عن الكشافة اللبنانية، وفي 1930 اقيم أول مخيم كشفي عربي في غابة الشبانية بلبنان، قي 1933 حلت سلطة الانتداب الفرنسي الحركة الكشفية، والتي تم اجازتها مرة أخرى في 1934م وفي 1939 تأسس الأتحاج الكشفي اللبناني والذي تألف من الجمعيات التالية: جمعية الكشاف المسلم في لبنان، جمعية الكشاف المسيحي، جمعية الكشاف الاسرائيلي وجمعية الكشاف اللبناني.1947 تم الاعتراف عالميا بالكشاف اللبناني، وفي 1954 تم اعتراف المكتب الكشفي العربي بكشاف لبنان، في 1961 وبعد نكبة فلسطين تم حل الكشاف الاسرائيلي، وفي 1964م تم تعديل مسمي "الاتحاد الكشفي اللبناني" إلى "كشاف لبنان"

## أهم جمعيات الكشافة

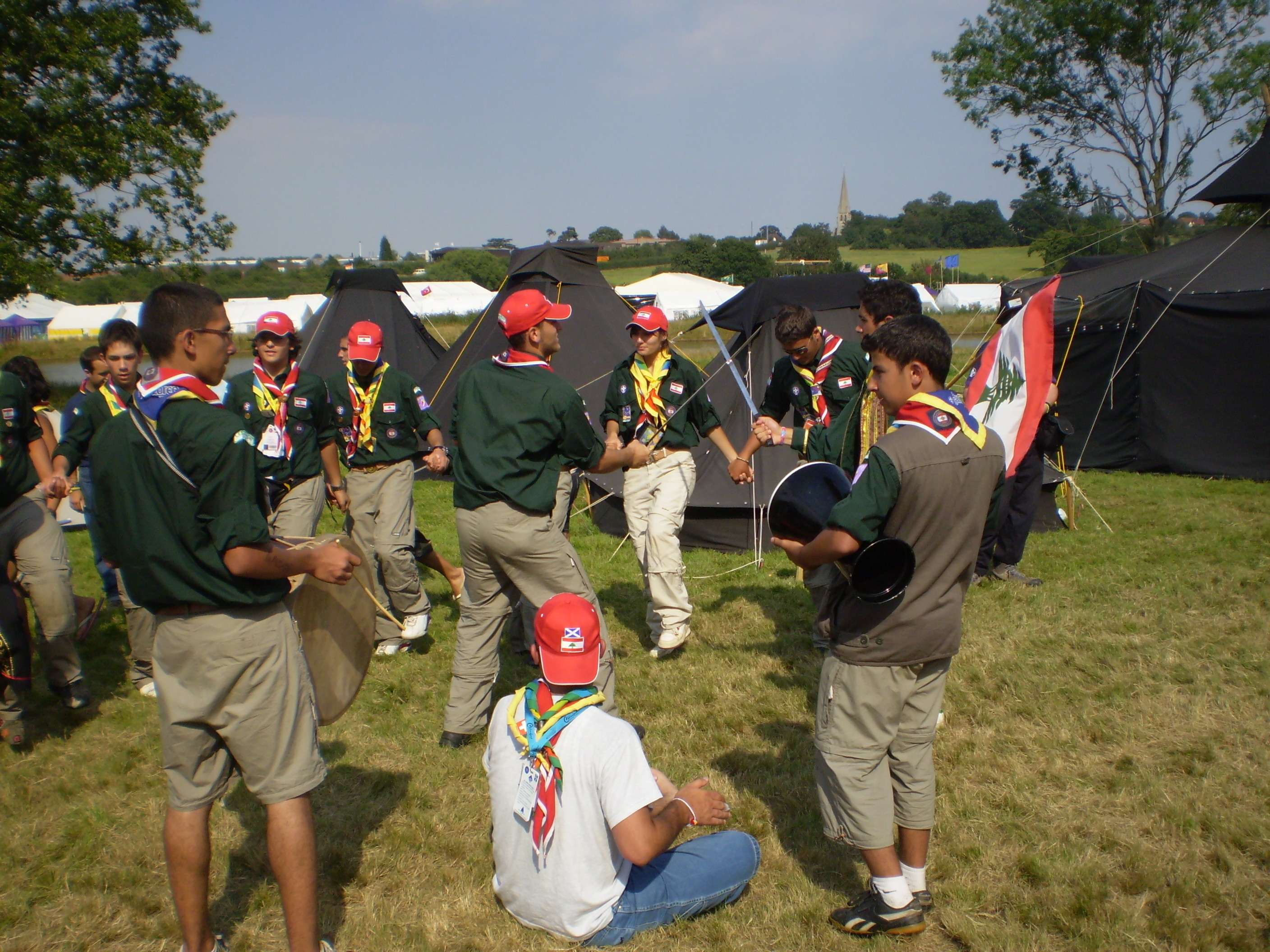

هناك العشرات من جمعيات الكشافة، والتي وصلت تقريباً إلى أكثر من (32) جمعية كشفية في لبنان في عام (2012م)، والتي تعمل حالياً تحت مظلة واحدة اسمها "اتحاد كشاف لبنان"، ويمثل هذا الاتحاد في لبنان اتحاد كشفي واحد للذكور أو للذكور والإناث معاً، بحيث تتألف جمعيته العمومية من جمعيات الكشافة وكشافة التربية الوطنية ويكون لكل منها صوت واحد في الجمعية العمومية للاتحاد. ونذكر من بين هذه الجمعيات : جمعية كشافة الفاروق، جمعية الكشاف المسلم، جمعية كشافة الجراح، جمعية كشافة عباد الرحمن، جمعية كشافة التربية الوطنية، جمعية كشافة لبنان المستقبل، جمعية الكشاف العربي، جمعية الكشاف التقدمي الاشتراكي، جمعية كشافة الغد، جمعية كشاف الإمام المهدي، جمعية كشافة الرسالة الإسلامية، جمعية كشافة المشاريع، جمعية كشاف الغد الأفضل، جمعية الكشاف الفلسطيني، جمعية كشافة الإسراء، جمعية الكشاف اللبناني، جمعية كشاف الهومنتمن، جمعية كشاف الارز، جمعية كشاف الوطني الأرثوذكسي، جمعية كشاف الاستقلال، جمعية كشاف المقاصد الإسلامية، جمعية كشاف الماروني، جمعية كشاف الليسيه ناسيونال، جمعية كشاف المبرات، جمعية كشافة الأنوار،كشاف التنشئة الوطتية. كشافة البيئة، جمعية الكشاف المسيحي، كشافة المحبة، كشافة النهضة، كشافة الساحل في لبنان، الكشاف العاملي، الكشاف السرياني اللبناني.

## أهم جمعيات المرشدات والدليلات

جمعيات الدليلات والمرشدات تهتم بنشر الحركة الكشفية والإرشادية وممارسة أنشطتها في أوساط الإناث. وهناك بعض جمعيات المرشدات في لبنان والتي تعمل تحت مظلة "الأتحاد اللبناني للمرشدات والدليلات" وهو الاتحاد الكشفي المخصص للإناث، والذي تتألف جمعيته العمومية من جمعيات المرشدات والدليلات كافة وجمعية مرشدات ودليلات التربية الوطنية ويكون لكل منها صوت واحد في الجمعية العمومية للاتحاد.، بدأت المرشدات/فتيات الكشافة في لبنان سنة 1937م بتأسيس جمعية مرشدات لبنان. وفي سنة 1957، تم تأسيس جمعية مرشدات وفتيات كشافة لبنان، وفي سنة 1961، تم دمج الجمعيتين الرئيسيتين كمنظمة وطنية واحدة، حيث تم الاعتراف بها من قبل الحكومة وهو الأتحاد اللبناني للمرشدات والدليلات.ونذكر من بين هذه الجمعيات : جمعية مرشدات لبنان، جمعية مرشدات الجراح، جمعية فتيات كشافة لبنان، جمعية كشافة ومرشدات الأرثوذكس.